# Большая Елань (Иркутская область)
Больша́я Ела́нь — село в Усольском районе Иркутской области России. Административный центр Большееланского муниципального образования.

## География
Село находится на расстоянии примерно 20 км к югу от города Усолье-Сибирское, административного центра района.

## Население
| 2002 | 2010  | 2011  | 2012  |
| ---- | ----- | ----- | ----- |
| 1381 | ↗1542 | ↗1543 | ↗1623 |

### Половой состав
По данным Всероссийской переписи, в 2010 году в селе проживали 1542 человека (717 мужчин и 825 женщин).

## Улицы
| - ул. 1 км, - ул. Армейская, - ул. Брусничная, - ул. Восточная, - ул. Декабристов, - ул. Зелёная, | - ул. Картагонская, - ул. Космонавтов, - ул. Лесная, - ул. Луговая, - ул. Мелиораторов, - ул. Мира, | - ул. Молодёжная, - ул. Нагорная, - ул. Новая, - пер. Овражный, - пер. Озёрный, - ул. Октябрьская, | - ул. Паргачева, - ул. Партизанская, - ул. Пионерская, - ул. Победы, - ул. Полевая, - ул. Рабочая, | - пер. Советский, - ул. Совхозная, - ул. Солнечная, - ул. Степная, - ул. Трактовая, - ул. Юбилейная. |

## Люди, связанные с селом
- Одоевский, Александр Иванович (1802—1839) — декабрист, жил на поселении в Еланской слободе в 1833—1835 годах.
- Штейнгель, Владимир Иванович (1783—1862) — декабрист, жил на поселении в 1835—1837 годах.
- Муравьёв, Артамон Захарович (1793—1846) — декабрист, жил на поселении в 1839—1840 годах.